# Bobsleeën op de Olympische Winterspelen 2014 - Viermansbob mannen
De viermansbob voor mannen tijdens de Olympische Winterspelen 2014 vond plaats op 22 en 23 februari op de bobslee-, rodel- en skeletonbaan Sanki in Rzjanaja Poljana. Het was de 21e keer dat dit onderdeel op het olympisch programma stond.
De gouden medaille werd bemachtigd door Letland-I met Oskars Melbārdis (stuurman), Daumants Dreiškens, Arvis Vilkaste en Jānis Strenga (remmer) als bemanning. De zilveren medaille werd mee naar huis genomen door de regerend olympisch kampioen tot deze Spelen, de Amerikaan Steven Holcomb en zijn bemanning (Curtis Tomasevicz, Steven Langton, Christopher Fogt). Voor Holcomb was het zijn derde olympische medaille (1-2-0). Tomasevicz was in 2010 ook bemanningslid in de goudenbob. Langton behaalde voor de tweede maal op deze spelen brons. Voor Fogt was het zijn eerste olympische medaille. Op 24 november 2017 werd door de van Disciplinary
Commission het IOC de resultaten van de Russische piloot Aleksandr Zoebkov geschrapt vanwege dopinggebruik. Dit betekent dat Zoebkov en zijn teamgenoten hun gouden medaille moeten inleveren. Het IOC heeft aan de Internationale Bobslee- en Skeletonfederatie verzocht om de resultaten aan te passen, de ISBF heeft het verzoek van het IOC uitgevoerd.
De Nederlandse bob met Edwin van Calker, Sybren Jansma, Bror van der Zijde en Arno Klaassen als bemanning, eindigde op de elfde plaats op dit olympisch toernooi.

## Tijdschema
| Datum       | Lokale tijd | MET   | Afdaling     |
| ----------- | ----------- | ----- | ------------ |
| 22 februari | 17:30       | 14:30 | 1e en 2e run |
| 23 februari | 17:30       | 14:30 | 3e en 4e run |

## Uitslag
| P                          | Olympiër                                                                                  | Bob     | Totaal  | Run 1 | Run 2  | Run 3 | Run 4 |
| -------------------------- | ----------------------------------------------------------------------------------------- | ------- | ------- | ----- | ------ | ----- | ----- |
| Goud                       | Oskars Melbārdis / Daumants Dreiškens Arvis Vilkaste / Jānis Strenga                      | LAT-I   | 3.40,69 | 55,10 | 55,13  | 55,15 | 55,31 |
| Zilver                     | Steven Holcomb / Curtis Tomasevicz Steven Langton / Christopher Fogt                      | USA-I   | 3.40,99 | 54,89 | 55,47  | 55,30 | 55,33 |
| Brons                      | John James Jackson / Bruce Tasker Stuart Benson / Joel Fearon                             | GBR-I   | 3.41,10 | 55,26 | 55,27  | 55,31 | 55,26 |
| 04                         | Maximilian Arndt / Alexander Rödiger Marko Hübenbecker / Martin Putze                     | GER-I   | 3.41,42 | 54,88 | 55,47  | 55,47 | 55,60 |
| 05                         | Thomas Florschütz / Kevin Kuske Joshua Bluhm / Christian Poser                            | GER-III | 3.41,51 | 55,06 | 55,42  | 55,50 | 55,53 |
| 06                         | Beat Hefti / Jürg Egger Alex Baumann / Thomas Lamparter                                   | SUI-I   | 3.41,75 | 55,21 | 55,34  | 55,50 | 55,60 |
| 07                         | Lyndon Rush / David Bissett Lascelles Brown / Neville Wright                              | CAN-II  | 3.41,76 | 55,35 | 55,43  | 55,60 | 55,38 |
| 08                         | Francesco Friedrich / Gregor Bermbach Jannis Bäcker / Thorsten Margis                     | GER-II  | 3.41,80 | 55,15 | 55,43  | 55,81 | 55,41 |
| 09                         | Edwin van Calker / Sybren Jansma Bror van der Zijde / Arno Klaassen                       | NED-I   | 3.42,69 | 55,55 | 55,57  | 55,82 | 55,75 |
| 10                         | Nick Cunningham / Johnny Quinn Justin Olsen / Dallas Robinson                             | USA-II  | 3.42,70 | 55,61 | 55,48  | 55,97 | 55,64 |
| 11                         | Christopher Spring / James McNaughton Timothy Randall / Bryan Barnett                     | CAN-I   | 3.42,84 | 55,50 | 56,70  | 55,88 | 55,76 |
| 12                         | Oskars Ķibermanis / Helvijs Lūsis Raivis Broks / Vairis Leiboms                           | LAT-II  | 3.42,98 | 55,68 | 55,52  | 55,97 | 55,81 |
| 13                         | Nikita Zacharov / Nikolaj Chrenkov Petr Moiseev / Maksim Mokrooesov                       | RUS-III | 3.43,06 | 55,74 | 55,53  | 55,88 | 55,91 |
| 14                         | Jan Vrba / Dominik Dvořák Dominik Suchý / Michal Vacek                                    | CZE-I   | 3.43,17 | 55,95 | 55,47  | 55,95 | 55,80 |
| 15                         | Loïc Costerg / Florent Ribet Romain Heinrich / Elly Lefort                                | FRA-I   | 3.43,18 | 55,82 | 55,68  | 55,91 | 55,77 |
| 16                         | Simone Bertazzo / Samuele Romanini Simone Fontana / Francesco Costa                       | ITA-I   | 3.43,45 | 55,78 | 55,73  | 56,06 | 55,88 |
| 17                         | Lamin Deen / Andrew Matthews John Baines / Ben Simons                                     | GBR-II  | 3.43,52 | 55,91 | 55,60  | 56,06 | 55,95 |
| 18                         | Won Yun-jong / Jun Jung-lin Suk Young-jin / Seo Young-woo                                 | KOR-I   | 3.44,22 | 56,12 | 55,97  | 56,25 | 55,88 |
| Niet geplaatst voor 4e run |                                                                                           |         |         |       |        |       |       |
| 19                         | Benjamin Maier / Markus Sammer Stefan Withalm / Angel Somov Sebastian Heufler             | AUT-I   | 2.48,63 | 56,25 | 56,11  | 56,27 | 60,00 |
| 20                         | Heath Spence / Duncan Harvey Gareth Nichols / Lucas Mata                                  | AUS-I   | 2.48,64 | 56,20 | 56,21  | 56,23 | 61,00 |
| 21                         | Thibault Godefroy / Vincent Ricard Jérémy Baillard / Jérémie Boutherin                    | FRA-II  | 2.48,99 | 56,37 | 56,27  | 56,35 | 62,00 |
| 22                         | Andreas Neagu / Paul Muntean Florin Cezar Crăciun / Dănuț Moldovan Bogdan Laurentiu Otava | ROU-I   | 2.49,03 | 56,25 | 56,16  | 56,62 | 63,00 |
| 23                         | Milan Jagnešák / Lukáš Kožienka Petr Narovec / Juraj Mokráš                               | SVK-I   | 2.49,44 | 56,56 | 56,37  | 56,51 | 64,00 |
| 24                         | Hiroshi Suzuki / Shintaro Sato Toshiki Kuroiwa / Hisashi Miyazaki                         | JPN-I   | 2.49,46 | 56,41 | 56,42  | 56,63 | 65,00 |
| 25                         | Kim Dong-hyun / Kim Sik Kim Kyung-hyun / Oh Jea-han                                       | KOR-II  | 2.50,64 | 56,98 | 56,77  | 56,89 | 67,00 |
| 26                         | Edson Bindilatti / Edson Martins Odirlei Pessoni / Fábio Gonçalves Silva                  | BRA-I   | 2.50,71 | 56,86 | 56,74  | 57,11 | 68,00 |
| 27                         | Justin Kripps / Jesse Lumsden Cody Sorensen / Ben Coakwell Luke Demetre / Graeme Rinholm  | CAN-III | 2.50,80 | 55,17 | 59,71* | 55,72 | 69,00 |
| Gediskwalificeerd          |                                                                                           |         |         |       |        |       |       |
| gediskwalificeerd          | Aleksandr Zoebkov / Aleksej Negodajlo Dmitri Troenenkov / Aleksej Vojevoda                | RUS-I   | 3.40,60 | 54,82 | 55,37  | 55,02 | 55,39 |
| gediskwalificeerd          | Alexander Kasjanov / Maksim Beloegin Ilvir Hoezin / Aleksej Poesjkarev                    | RUS-II  | 3.41,02 | 55,11 | 55,41  | 55,29 | 55,21 |
| gediskwalificeerd          | Dawid Kupczyk / Michal Kasperowicz Daniel Zalewski / Paweł Mróz                           | POL-I   | 2.49,49 | 56,57 | 56,45  | 56,47 | 66,00 |

* De bob van Canada-III crashte in de tweede run en kwam op zijn zijkant over de finish.